# Pineta di Castelvolturno
Pineta di Castelvolturno este o arie protejată (arie specială de conservare — SAC, sit de importanță comunitară — SCI) din Italia întinsă pe o suprafață de 90 ha, integral pe uscat.

## Localizare
Centrul sitului Pineta di Castelvolturno este situat la coordonatele 40°59′46″N 13°58′04″E / 40.996111°N 13.967778°E.

## Înființare
Situl Pineta di Castelvolturno a fost declarat sit de importanță comunitară în mai 1995 pentru a proteja 41 de specii de animale. Situl a fost protejat și ca arie specială de conservare în mai 2019.

## Biodiversitate
Situată în ecoregiunea mediteraneană, aria protejată conține 2 habitate naturale: Dune împădurite cu Pinus pinea și/sau Pinus pinaster, Dune de pe litoral fixate cu Crucianellion maritimae.
La baza desemnării sitului se află mai multe specii protejate:
- păsări (38): fluierar de munte (Actitis hypoleucos), ciocârlie-de-câmp (Alauda arvensis), egretă mare (Ardea alba), stârc cenușiu (Ardea cinerea), stârc roșu (Ardea purpurea), stârc galben (Ardeola ralloides), pietruș (Arenaria interpres), Calidris alba, fugaci de țărm (Calidris alpina), Calidris canutus, fugaci roșcat (Calidris ferruginea), fugaci mic (Calidris minuta), bătăuș (Calidris pugnax), prundăraș de sărătură (Charadrius alexandrinus),  prundaș gulerat mic (Charadrius dubius), prundaș gulerat mare (Charadrius hiaticula), chirighiță neagră (Chlidonias niger), erete de stuf (Circus aeruginosus), dumbrăveancă (Coracias garrulus), prepeliță (Coturnix coturnix), gușă vânătă (Cyanecula svecica), egretă mică (Egretta garzetta), muscar-gulerat (Ficedula albicollis), scoicar (Haematopus ostralegus), piciorong (Himantopus himantopus), sfrâncioc roșiatic (Lanius collurio), pescăruș-cu-cap-negru (Larus melanocephalus), pescăruș râzător (Larus ridibundus), Phalacrocorax carbo sinensis, ploier argintiu (Pluvialis squatarola), corcodel mare (Podiceps cristatus), turturică (Streptopelia turtur), graur (Sturnus vulgaris), chiră de mare (Thalasseus sandvicensis), fluierar cu picioare verzi (Tringa nebularia), fluierar de lac (Tringa stagnatilis), mierlă (Turdus merula), sturz-cântător (Turdus philomelos)
- mamifere (2): liliacul mare cu potcoavă (Rhinolophus ferrumequinum), liliacul mic cu potcoavă (Rhinolophus hipposideros)
- nevertebrate (1): Euplagia quadripunctaria

Pe lângă speciile protejate, pe teritoriul sitului au mai fost identificate 1 specie de nevertebrate, 3 specii de reptile.